# Clathria lobata
Clathria lobata är en svampdjursart som beskrevs av Vosmaer 1880. Clathria lobata ingår i släktet Clathria och familjen Microcionidae. Utöver nominatformen finns också underarten C. l. horrida.